# SD Metalac Sisak
Sportsko društvo "Metalac" iz Siska osnovano je 27. ožujka 1982. godine. U sastavu SD "Metalac" djelovale su odbojkaška, rukometna, kuglačka, stolnoteniska, nogometna i sportsko ribolovna sekcija, koje zajedno nose naziv "Metalac" Sisak, te streljačko društvo "Željezara". Djeluje na području gradskog naselja Caprag.
SD "Metalac" je trenutno ugašen, a funkcioniraju dijelovi sportskog društva kao samostalne udruge građana, i to sportsko ribolovno društvo te NK Metalac Sisak.

## Prvo predsjedništvo
- Ivo Lipovac
- Simo Kraguljac
- Ivan Vučić
- inž. Adam Miljević
- Mirko Kraljević
- Stevo Vučetić
- Elvir Šehić
- Krstan Đurić
- Zlatko Milinović
- Nikola Rogulja
- Branko Gojić
- Milan Preradović
- Gojko Puškar
- Milan Poučki
- Dušan Rakić